# 拜占庭元老院

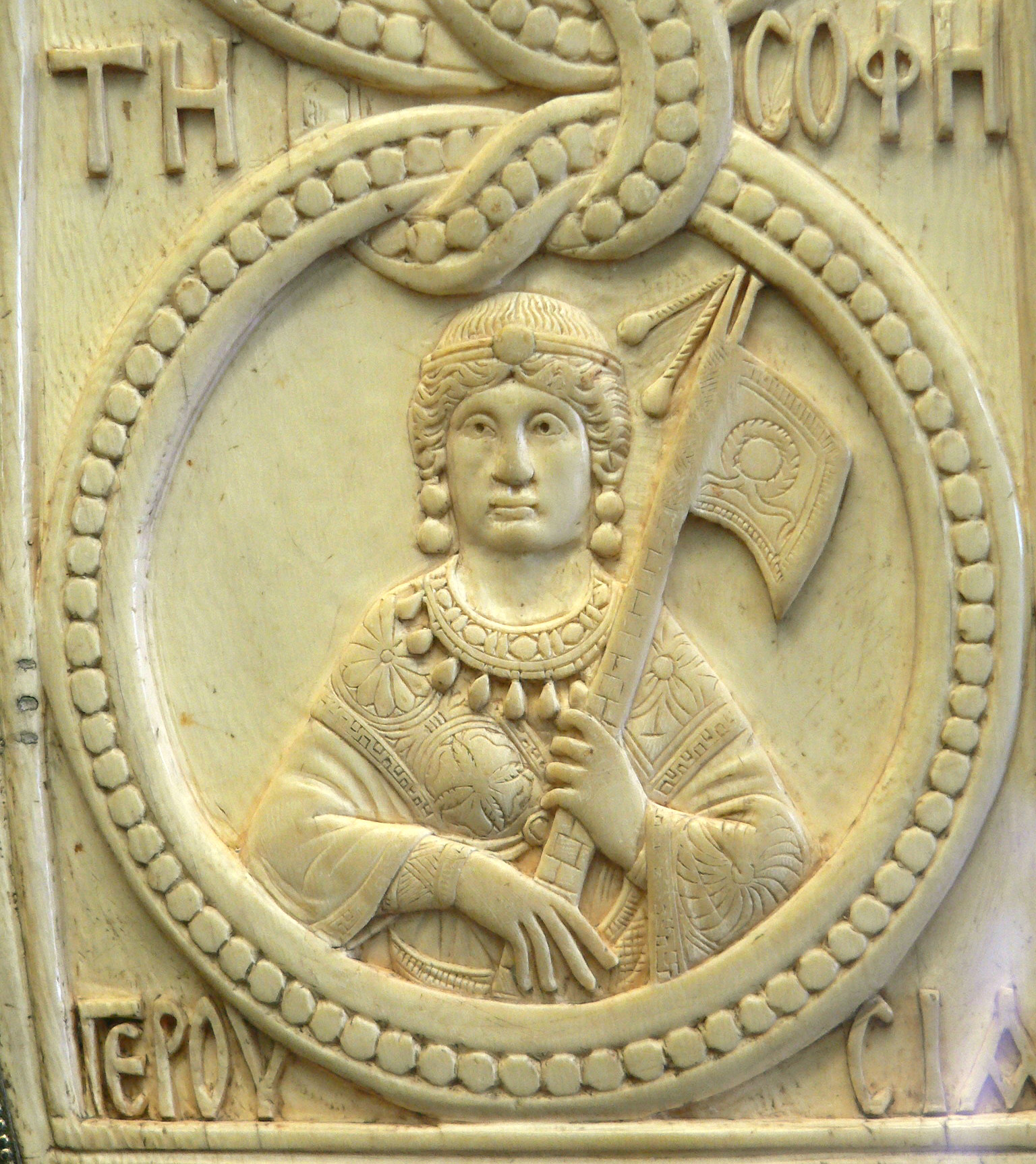
元老院的象征。来自525年西奥多·菲洛克塞努斯（Theodore Philoxenus）的执政官对折画

东罗马元老院或拜占庭元老院（希臘語：Σύγκλητος，羅馬化：Synklētos，羅馬化：Gerousia），是羅馬元老院的延续，其在4世纪由君士坦丁一世建立，并存续了多个世纪。尽管理论上具有的权力有限，元老院仍旧变得越来越无关紧要，直到约14世纪最终消失。
东罗马元老院最初由住在帝国东部或是想要移居君士坦丁堡的罗马元老组成，还有其他一部分被任命为元老的官员。君士坦丁向愿意搬到东方的任何罗马元老提供免费的土地和谷物。在君士坦丁建立东部的元老院时，它更像一些重要城市如安条克的议会而非罗马元老院。其子君士坦提烏斯二世将其从市政当局提升为帝国机构的地位，但是君士坦丁堡元老院实质上拥有的权力和罗马的元老院同样有限。君士坦提乌斯二世还将自己的朋友、朝臣以及许多行省官员选拔进元老院，使元老数目达到了两千人。

## 入选与组成
元老在原则上是世袭的，通过担任公职而成为元老院的一员这一传统途径仍旧完全行之有效。到395年羅馬帝國永久东西分治时，民选官已经沦为单纯的市政官员。他们的唯一职责就是管理比赛展览或公共工程的资金支出。不过，随着诸如护民官在内的传统罗马官职地位下降，民选官仍旧是贵族进入东西元老院的重要途径。护民官是一个花销昂贵的职位，因为他们被期望自掏腰包来履行市政职责。已知东罗马帝国有8位民选官来分担费用。后期的东罗马元老院与共和国时期的大不相同，因为市政官与护民官这些职位早已被中止，到了4世纪末，財務官也即将消失，只剩下行省的裁判官得以保留。皇帝或元老院本身可以签署法令，允许某人在元老院获得一席之地。通常以这种方法成为元老可以免于那些花费昂贵的职位。

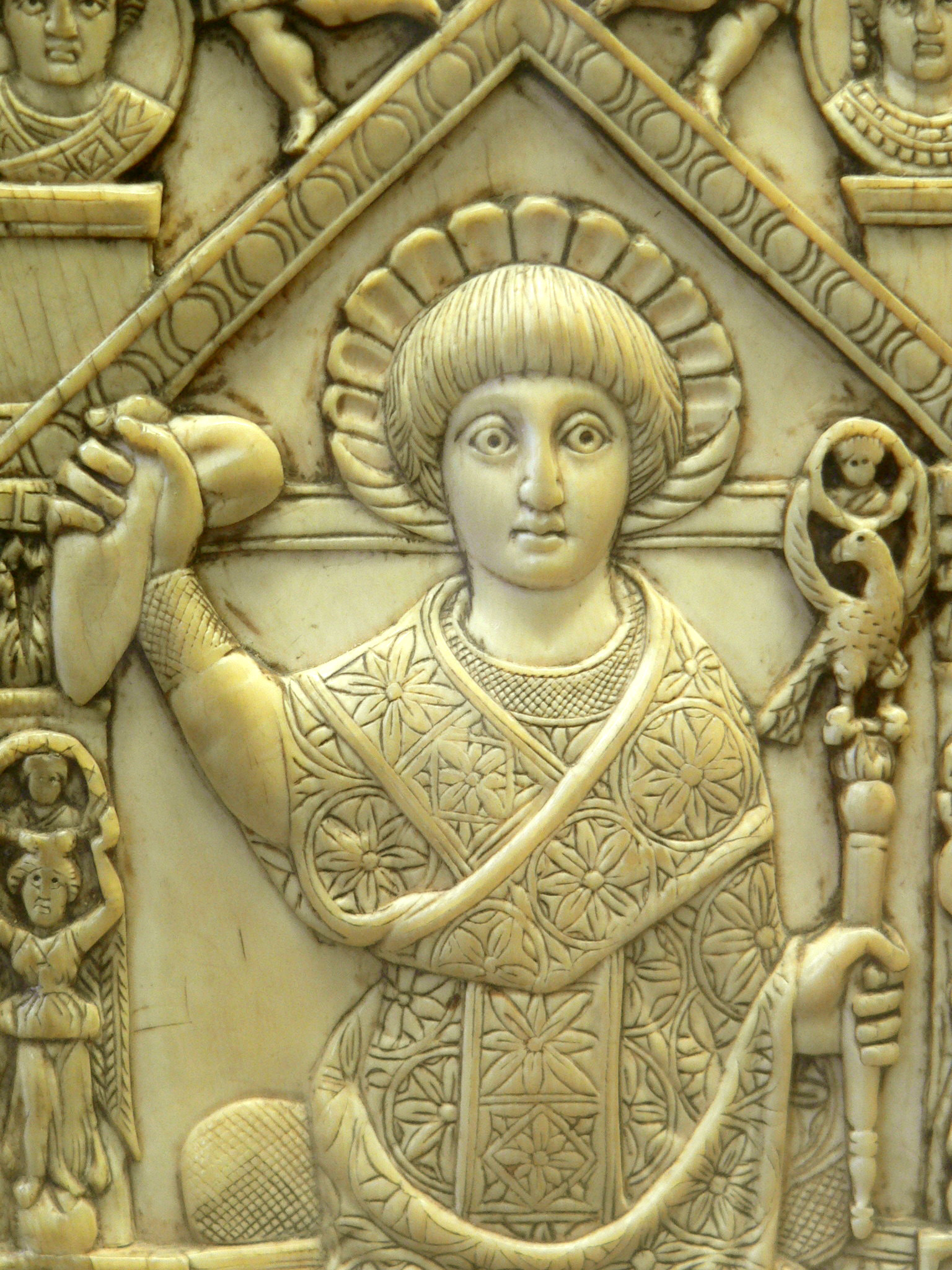
公元517年罗马执政官双联画中的执政官阿纳斯塔修斯 (517年执政官)。他手上握着执政官权杖，权杖顶端是一只鹰和马帕（mappa，用来表示竞技场比赛开始的布）标志着执政的开始。

元老院主要由大臣与官员组成，职位从帝国最重要的大臣国务总长和陆军总长到行省总督再到退休的公务员。与西部帝国的元老们相比，东部元老的家族不那么富有与显赫（西部的元老院席位在4世纪也增加到了2000个）。一些贵族试图通过成为元老院的成员，来逃避戴克里先等帝国晚期皇帝施加给他们的艰难处境：士绅（curiales，罗马中产阶级）经常被迫成为城镇议员（decurions），他们参加政府需要自掏腰包，负责征税并自己补足亏欠的税款。众所周知，许多在元老院寻求席位的人目的主要是逃避城镇议员的苛刻职责。故狄奧多西一世颁布法令要求他们即便成为了元老，也需要参与地方的事务。
元老院由君士坦丁堡市长领导，并由后者与皇帝进行一切沟通。元老院成员由三个等级组成：杰出者、可敬者和闻名者。“杰出者”为掌管着东罗马帝国的最高职位的人，如陆军总长（Master of Soldiers）和近卫大区总长（Praetorian Prefects）等；“可敬者”组成了元老院的中间阶级，由资深执政官、代理官、行省的军事长官等重要的政治人物组成；“闻名者”为元老院的最低阶层，成员为行省总督以及其他低微的官员。较低的两个阶级的元老可以居住于帝国以内的任意地区，通常不很活跃。元老院中活跃的主要是“杰出者”，他们的重要职位通常设于君士坦丁堡，故可以频繁出席元老院的会议。到了5世纪末，下边两个阶级被完全排除在元老院之外。在查士丁尼一世时期，“闻名者”的成员显著增加，使得许多官员晋升为“可敬者”，也使先前曾为元老院精英阶层的“杰出者”增多。结果催生出了新的等级“荣耀者”以容纳最高等级的元老。值得注意的是，对大多数元老院成员来说，担任元老通常是次要职业，他们通常在帝国的行政机构中担任着重要职位。

## 职权与功能

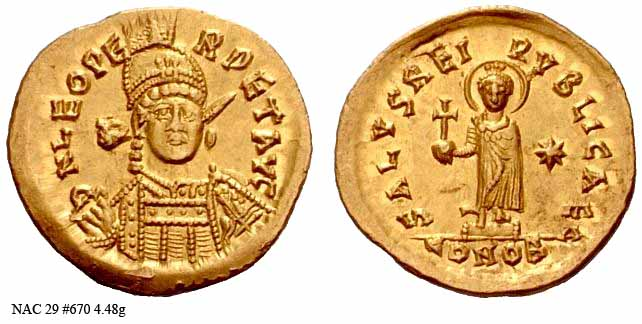
庆祝利奥二世登基的索利都斯（Solidus，古罗马时期的金币），皇帝头像旁边铸有文字“共和国救世主”——帝国“共和传统”理论上的延续

尽管元老院的权力有限，但是皇帝可能采纳和颁布的决议在诏令的名义上还是需要通过元老院的决议（senatus consulta）。元老院可以为帝国立法提出建议，并时不时充当咨询机构。一些法令以“元老院致辞（Orations to the Senate）”的形式，在元老院大声宣读。西罗马皇帝瓦伦丁尼安三世于446年制定的一项立法程序中，元老院被赋予了部分权力，该程序中新法令需要先经过元老院和枢密院（Council）之间的会议讨论，方可由皇帝签署。这一程序法被收录进了查士丁尼法典中，但是尚不清楚该它是否在帝国东部完全实行。除此之外皇帝亦会将元老院作为裁决法庭，对叛国罪的审判有时在此进行。普通罪行也会由市长和抽签选出的五名元老组成的法庭裁决。元老院还保持着宪政意义，因为正式的皇帝是由元老院与军队选出的，但皇位通常是世袭的。

## 与皇帝的冲突

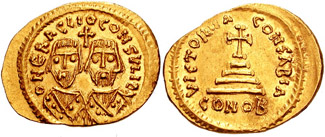
两希拉克略身着执政官长袍的金索利都斯

在一些时间中，元老院亦会与皇帝对抗，并意图主张其关于皇帝继承的宪政权威性。457年他们提出让陆军总长（Master of Soldiers）阿兰人阿斯帕 (東羅馬帝國)登基，但是最终身为其下属的护民官兼元老利奥一世继承了皇位。532年，一些元老为尼卡暴动的暴动者们提供支持，对抗查士丁尼一世，后者对富有的元老院既不喜欢也不信任。541年之后，元老院因鼠疫流行损失了许多成员；随后的经济动荡中，查士丁尼没收了许多剩余元老的财产。608年福卡斯统治期间，老希拉克略和他的儿子希拉克略在迦太基的元老们的支持下宣称为执政官。希拉克略随后被选为皇帝。前皇帝福卡斯被元老院罢免，并在教堂中被两位元老逮捕。
641年希拉克略去世时，他将帝国留给了自己的两个儿子：第一场婚姻中与欧多基亚所生的君士坦丁三世，以及第二场婚姻中与马尔狄娜所生的赫拉克洛纳斯。皇后马尔狄娜寻求获得授予自己帝国的权利（尽管可能是为了帮助她的儿子），并在于君士坦丁堡競技場举行的，元老院、其他高阶官员以及君士坦丁堡市民参与的一场盛大典礼上宣布此事。但是元老院以及人们对此强烈反对，要求只有希拉克略的儿子来统治帝国，马尔狄娜以失败告终，被迫返回君士坦丁堡大皇宮。然而，君士坦丁三世仅在四个月之后就去世，其兄弟赫拉克洛纳斯成为唯一的统治者，马尔狄娜暗杀了君士坦丁的传言开始蔓延。不久瓦伦提努斯将军起义，赫拉克洛纳斯被迫接受与君士坦丁之子君士坦斯二世共同统治。作为协议的一部分，赫拉克洛纳斯的胞弟提比略也加冕为共治皇帝。但这并未平息元老院与人们的不满，不久之后元老院废黜了赫拉克洛纳斯。他的鼻子被割掉，马尔狄娜被割去舌头，两人被一并流放到了罗得岛。在元老院摄政之下，君士坦斯二世成为了唯一的皇帝。

## 没落

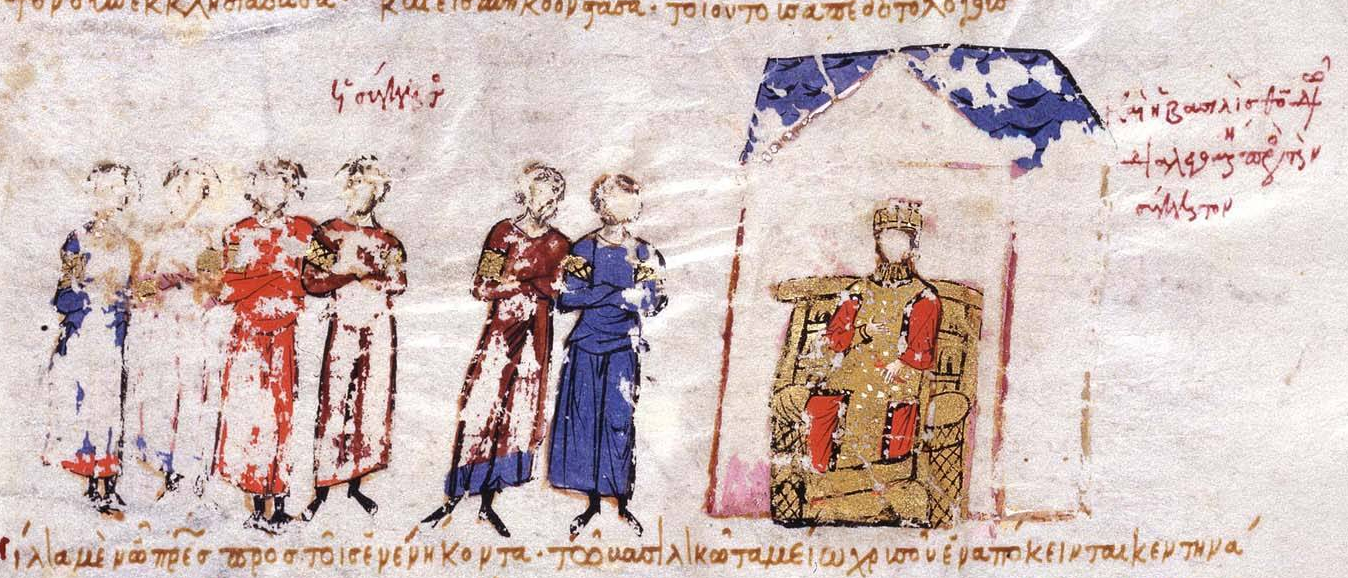
狄奥多拉皇后与元老院会谈，来自《斯基里泽斯编年史彩色插图手稿》

随着历史的变迁，元老院的势力逐渐衰落，但直到13世纪其依旧存在。自7世纪起，这里可以说更像是一个权贵阶层，而非一个机构，因为其许多权力都在巴西尔一世与利奥六世改革法令时废除。元老院本身还保留着极大声望，尤其在11世纪，“宫廷派”于巴西尔二世去世后掌权。随着军事派别的阿莱克修斯一世掌权，元老院开始逐渐淡出，元老头衔甚至可以向皇帝购买。1197年元老院与首都内的神职人员以及行会成员被召集起来，以批准一项特别赋税——阿勒曼尼亚贡赋（为防止神罗马帝国皇帝亨利六世入侵而向其缴纳贡金的征税）。元老们拒绝征税，因为这与传统不符。皇帝只得将首都除外，只向行省征税。元老院最后的已知行动是在第四次十字军期间选尼古拉乌斯·卡纳波斯为皇帝，以对抗伊萨克二世和阿莱克修斯四世。在巴列奥略王朝时期元老这一头衔继续保留了一段时间，但在14世纪中期的危机中，元老院最终永远地消失了。

## 驻所
元老院在君士坦丁堡有两处驻所，一处由君士坦丁建造并由查士丁尼重建，位于奥古斯塔广场东侧，临近玛格瑙拉宫；另一处在君士坦丁广场北侧。6世纪元老院失去了其驻所，自此之后开始在君士坦丁堡大皇宫集会。

## 延伸阅读
- Bury, J. B. History of the Later Roman Empire, Volume 1.